# Cossignano
Cossignano es un municipio italiano situado en la provincia de Ascoli Piceno, en la región de las Marcas. Tiene una población estimada, a fines de mayo de 2024, de 867 habitantes.

## Evolución demográfica
| Gráfica de evolución demográfica de Cossignano entre 1861 y 2024 |
|                                                                  |
| Fuente: ISTAT - Elaboración gráfica de Wikipedia                 |